# Відзнаки Київського національного університету імені Тараса Шевченка
Відзнаки Київського національного університету імені Тараса Шевченка — заохочувальні відзнаки, запроваджені для відзначення співробітників університету]], які зробили вагомий внесок у його розвиток. Відзнаками університету також нагороджуються особи, які не є працівниками університету, але своєю діяльністю сприяють його розвитку.

Відзнака Вченої ради КНУ імені Тараса. Девіз на хресті: (лат.) — Utilitas, Honor et Gloria; (укр.) — Користь, Честь і Слава

## Ступені заохочувальних відзнак університету
Заохочувальні відзнаки Київського національного університету імені Тараса Шевченка мають такі ступені:
- Подяка (подякою можуть заохочуватися співробітники, які мають стаж роботи в університеті не менше 3 років);

- Персональна подяка ректора (персональною подякою ректора можуть заохочуватися співробітники, які мають стаж роботи в університеті не менше 3 років);

- Грамота (грамотою можуть заохочуватися співробітники, які мають стаж роботи в університеті не менше 3 років);

- Почесна грамота (почесною грамотою можуть заохочуватися співробітники, які мають стаж роботи в університеті не менше 5 років);

- Відзнака Вченої ради КНУ імені Тараса Шевченка (відзнакою Вченої ради нагороджуються наукові і науково-педагогічні працівники університету, які мають стаж работи в університеті не менше 25 років і значні особисті заслуги перед університетом у галузі наукової, науково-технічної і педагогічної діяльності).

Найвищою відзнакою КНУ імені Тараса Шевченка — відзнакою Вченої ради  протягом 2004-2019 рр. нагороджено 118 осіб.